# Ulmen (Eifel)
Ulmen település Németországban, Rajna-vidék-Pfalz tartományban. Lakosainak száma 3515 fő (2023. december 31.).

## Népesség
A település népességének változása:
| Lakosok száma | 2888 | 3340 | 3335 | 3384 | 3475 | 3515 |
|               | 1975 | 2017 | 2019 | 2021 | 2022 | 2023 |